# Legalisering
Legalisering innebär att någonting som tidigare har varit olagligt blir lagligt. Man brukar benämna den omvända processen, då något lagligt blir olagligt, som kriminalisering. Avkriminalisering är ett liknande begrepp som ibland får en annan betydelse.

## Två begrepp
Begreppet legalisering (engelska: legalisation) används ofta separat från avkriminalisering. En avkriminalisering innebär att en straffbestämmelse upphör, utan att den ersätts av någon annan. Detta kan inträffa om exempelvis bestämmelsen är otidsenlig eller ineffektiv.

### Två olika betydelser
I samband med prostitution/sexarbete respektive konsumtion av cannabis används begreppen legalisering och avkriminalisering på olika och delvis motsatta sätt. I det första fallet inkluderar legaliseringen en mer eller mindre hård reglering av verksamheten samt förbud mot olika kringverksamheter. Där innebär avkriminaliseringen av prostitutionen/sexarbetet att verksamheten i praktiken normaliseras och behandlas av samhället som ett arbete, samt att regleringar mot utövande och etablerande är lättare.
I samband med cannabiskonsumtion är det avkriminaliseringen som är det "första steget" bort från en juridisk hantering av "drogproblemet", och reaktionen flyttas från det juridiska systemet till civilsamhället. Konsumtionen är fortfarande otillåten men inte straffbelagd, och mindre innehav av cannabis är tillåten. En legalisering beskrivs här som en friare attityd, där både försäljning, köp och användning tillåts och en laglig marknad kan uppstå.